# Jedlový les a údolí Rokytné
Jedlový les a údolí Rokytné este o arie protejată (arie specială de conservare — SAC, sit de importanță comunitară — SCI) din Republica Cehă întinsă pe o suprafață de 375,04 ha, integral pe uscat.

## Localizare
Centrul sitului Jedlový les a údolí Rokytné este situat la coordonatele 49°03′18″N 15°58′00″E / 49.055°N 15.966667°E.

## Înființare
Situl Jedlový les a údolí Rokytné a fost declarat sit de importanță comunitară în aprilie 2005 pentru a proteja un număr necunoscut de specii din flora spontană și fauna sălbatică aflate în arealul zonei. Situl a fost protejat și ca arie specială de conservare în martie 2015.

## Biodiversitate
Situată în ecoregiunea continentală, aria protejată conține 2 habitate naturale: Fânețe de joasă altitudine (Alopecurus pratensis, Sanguisorba officinalis), Păduri de stejar și carpen Galio-Carpinetum.
La baza desemnării sitului se află un număr nedeclarat de specii protejate.